# Wohn- und Wirtschaftsgebäude Am Eichkamp 2
Das Wohn- und Wirtschaftsgebäude Am Eichkamp 2 in der niedersächsischen Gemeinde Horstedt, Ortsteil Winkeldorf am östlichen Ortsrand, wurde in der zweiten Hälfte des 18. Jahrhunderts gebaut. Aktuell (2025) wird es zum Wohnen genutzt.
Das Gebäude steht unter Denkmalschutz (siehe auch Liste der Baudenkmale in Horstedt (Niedersachsen)).

## Geschichte und Beschreibung
Winkeldorf gehört zur heutigen Samtgemeinde Sottrum im Landkreis Rotenburg (Wümme).
Das eingeschossige giebelständige Gebäude als Zweiständer-Hallenhaus in Fachwerk mit gemusterten Steinausfachungen, reetgedecktem Krüppelwalmdach, straßenseitigem Niedersachsengiebel mit Uhlenloch, Pferdeköpfen und der später verglasten Grooten Door mit Korbbogen, wurde 1770 (Inschrift) gebaut.
Das Landesdenkmalamt befand u. a.: „… ein regionstypisches Hallenhaus des 18. Jahrhunderts in Zweiständerkonstruktion ….“